# فلکیستوک
فلکیستوک (به لاتین: Fleckistock) یک کوه در سوئیس است که در کانتون آوری واقع شده‌است. فلکیستوک ۳٬۴۱۷ متر بالاتر از سطح دریا واقع شده‌است.